# Deniers publics
 (signalé en juin 2025).
Si vous disposez d'ouvrages ou d'articles de référence ou si vous connaissez des sites web de qualité traitant du thème abordé ici, merci de compléter l'article en donnant les références utiles à sa vérifiabilité et en les liant à la section « Notes et références ».
- Archive Wikiwix
- Bing
- Cairn
- DuckDuckGo
- E. Universalis
- Gallica
- Google
- G. Books
- G. News
- G. Scholar
- Persée
- Qwant
- (zh) Baidu
- (ru) Yandex
- (wd) trouver des œuvres sur Wikidata

En France, les deniers publics sont les fonds qui appartiennent à un organisme public. Ils sont soumis aux règles de la comptabilité publique. Dans une caisse publique, il faut les distinguer des deniers privés réglementés.

## Spécificité
La spécificité des disponibilités des organismes publics tient au fait qu'elles sont insaisissables. Ce sont là des garanties considérables, d'autant qu'en application de l'article 35 de la loi de finances du 8 août 1950, la caisse et l'actif des comptes ouverts au nom des comptables publics ne peuvent pas faire l'objet de saisies-attribution et d'opposition.